# Pedro José de Zavala y Bravo del Ribero
Pour les articles homonymes, voir Zavala.
Pedro José de Zavala y Bravo del Ribero, né à Lima en 1779 et mort dans la même ville le 20 janvier 1850, est un militaire et noble espagnol, 7e marquis de Valleumbroso.

## Biographie
Fils de Pedro Nolasco de Zavala y Pardo de Figueroa et Ana Micaela Bravo del Ribero, il hérite de son père le titre de Marquis de Valleumbroso. Entré dans l'armée, il est promu capitaine en mai 1804. En 1812, il crée et uniformise à ses frais l'escadron de cavalerie du roi et en août 1819, il reçoit le commandement du bataillon espagnol de Lima. Il participe la même année à la défense du port de Callao contre les insurgés chiliens. En septembre 1820, il s'oppose à l'expédition de libération du général argentin José de San Martín s'approchant de Lima, et prend le commandement de l'escadron du roi puis de celui de l'avant-garde, née de l'union avec d'autres corps de volontaires. En janvier 1821, il défend avec succès le port de Chancay contre l'attaque du brigantin Galvarino, qui venait en appui des troupes de San Martín, et qui est contraint de se retirer. 
Le vice-roi José de la Serna le charge alors d'aller en Espagne informer personnellement le roi Ferdinand VII de la situation au Pérou. Il réussit à échapper au blocus mis en place par la marine du vice-amiral Thomas Cochrane, mais son navire fut attaqué par la frégate argentine Heroína. Il est tout de même libéré avec les deux fils qui l'accompagnaient, Juan et Toribio, et parvient à se rendre auprès de Ferdinand VII en octobre 2022. Resté en Espagne, il reçoit en janvier 1826 le poste de brigadier. En 1830, il reçoit la croix de 3e classe de San Fernando pour sa défense de Chancay. En août 1836, il est promu maréchal et commandera la garde des hallebardiers de la reine à partir d'août 1841. 
En 1849, il retourne au Pérou et décède l'année suivante à Lima.

## Honneurs et famille
Chevalier de l'Ordre de Calatrava, Grand-croix d'Isabel la Católica (1822) et Gentilhomme de la Chambre du roi (1824), il  publie un traité d'équitation intitulé Escuela de caballería (Madrid, 1831), réimprimé à Piura (Pérou) en 1849. 
Il était marié à Doña María Grimanesa de la Puente y Bravo de Lagunas, marquise de Torreblanca, de la Puente y Sotomayor, et comtesse de Villaseñor, avec laquelle il eut douze enfants. L'un d'eux, le colonel Don Toribio Zavala et son fils, capitaine du même nom, qui avaient choisi de détenir la nationalité péruvienne, combattirent lors de la bataille de Callao le 2 mai 1866 contre l'Armada espagnole, et furent blessés au combat, mourant le premier peu de temps après. Entre-temps, le deuxième de ses fils, Juan de Zavala, est nommé ministre de la Marine en Espagne.